# Janów (powiat krotoszyński)
Janów – wieś w Polsce położona w województwie wielkopolskim, w powiecie krotoszyńskim, w gminie Krotoszyn.
Janów wchodzi w skład sołectwa Świnków.
W latach 1975–1998 Janów położony był w województwie kaliskim.
Przed 2023 r. miejscowość była częścią wsi Świnków.